# À couteaux tirés (film, 1997)
Pour les articles homonymes, voir À couteaux tirés.
Pour plus de détails, voir Fiche technique et Distribution.
À couteaux tirés ou Au bord du désastre au Québec (The Edge) est un film américain de Lee Tamahori, sorti en 1997.

## Synopsis
Charles Morse (Anthony Hopkins), un milliardaire, sa femme Mickey (Elle Macpherson), une top modèle, Robert « Bob » Green (Alec Baldwin), un photographe, et Stephen (Harold Perrineau), l'assistant de Bob, arrivent dans un chalet isolé en Alaska. Styles, le propriétaire des lieux (L. Q. Jones), prévient ses hôtes de la présence d'ours aux alentours. À l'occasion de l'anniversaire surprise de Charles, Mickey lui offre une montre de poche gravée et Bob, un couteau de chasse.
Durant une séance photo, Charles surprend Bob et Mickey s'embrassant. Plus tard Charles, Bob et Stephen décident de rejoindre en avion, à quelques kilomètres de distance, un homme (Gordon Tootoosis), figure locale, connaisseur de ces lieux perdus, afin de réaliser des photographies. Sur la porte de sa cabane, une note indique qu'il se trouve à des kilomètres de là pour une chasse à l'ours. Les trois hommes et le pilote s'envolent vers le nord pour tenter de trouver le chasseur. Au cours du vol, Charles demande à Bob comment il compte le tuer. Avant que Bob ne puisse répondre, l'avion percute un vol d'oiseaux puis s'écrase dans un lac. Le pilote mort, seuls Charles, Bob et Stephen atteignent le rivage avec peine.
Le trio décide de tenter d'atteindre une zone de recherche probable mais un ours Kodiak rode dans le secteur et les harcèle. En traversant un pont de fortune, Charles tombe dans les rapides. Bob le sauve, ce qui fait douter Charles de ses intentions meurtrières.
Le groupe est alors perdu. Cette nuit-là, l'ours attaque, tue Stephen et poursuit les deux autres.
Les deux survivants aperçoivent un hélicoptère à leur recherche. Ils tentent de se signaler mais sans succès.
L'ours retrouve Charles et Bob. Charles suggère pour s'en sortir, de l'appâter afin de l'attirer à eux et pouvoir le tuer. L'ours commence à attaquer Bob mais Charles distrait l'ours en l'attirant. Charles coince une lance de fortune entre des rochers et amène l'ours à s'empaler mortellement sous son propre poids.
Après avoir traversé la rivière au sud, les hommes découvrent une cabane semblant vide. Charles remarque la présence d'une fosse sans doute un piège à ours, tandis que Bob se précipite dans l'habitation. Ils y trouvent des provisions, un canot, un fusil et des munitions. Pendant que Bob vérifie si le canot est utilisable, Charles extirpe un bout de papier de sa poche afin de l'utiliser comme amadou. Il s'agit d'un reçu qui s'avère contenir des informations confirmant ses soupçons sur la relation de sa femme avec Bob.
Bob rejoint Charles dans la cabane et lui révèle qu'il a l'intention de le tuer puis partir avec sa femme. Il ordonne à Charles de sortir. Ce dernier parvient à provoquer la chute de son agresseur dans la fosse aperçue plus tôt. Bob, gravement blessé, supplie Charles de l'aider. Charles extrait Bob de la fosse et panse ses blessures. Ils commencent à descendre la rivière dans le canot trouvé.
Lors d'une étape, Charles allume un feu de camp pour offrir de la chaleur à Bob. Ce dernier lui demande de pardonner sa trahison et précise que Mickey ignorait son projet meurtrier. Un hélicoptère apparaît et Charles attire avec succès son attention mais Bob meurt avant de pouvoir embarquer.
De retour au lodge, Charles, en lui remettant la montre de Bob, révèle à sa femme qu'il est au courant de sa trahison. Il déclare ensuite aux médias que ses trois compagnons d'infortune sont morts, « en me sauvant la vie ».

## Fiche technique
- Titre français : À couteaux tirés
- Titre québécois : Au bord du désastre
- Titre original : The Edge
- Réalisation : Lee Tamahori
- Scénario : David Mamet
- Musique : Jerry Goldsmith
- Décors : Wolf Kroeger
- Costumes : Julie Weiss
- Directeur de la photographie : Donald M. McAlpine
- Producteur : Art Linson
- Montage : Neil Travis
- Format image/son : Couleurs - 2.35:1 - Caméras et objectifs Panavision - 35 mm // Dolby
- Société de distribution : Twentieth Century Fox
- Recettes :
  - USA : 27 873 386 $
  - Reste du monde : 15 438 908 $[1]
- Langue : anglais
- Durée : 117 minutes
- Dates de sortie : 
  - États-Unis : 26 septembre 1997
  - France : 3 juin 1998

## Dates et lieux de tournage
- Dates de tournage : du 19 août au 22 novembre 1996
- Lieux de tournage :
  - Yoho National Park, British Columbia, Canada
  - Thunderstone Quarries LTD., Alberta, Canada
  - Fortress Ski Resort, Alberta, Canada
  - Allarcom Studios, Edmonton, Alberta, Canada
  - Banff National Park, Alberta, Canada
  - Canmore, Alberta, Canada
  - Edmonton, Alberta, Canada
  - Golden, British Columbia, Canada
  - Mount Assiniboine, British Columbia, Canada

## Distribution
- Anthony Hopkins (VF : Jean-Pierre Moulin) : Charles Morse
- Alec Baldwin (VF : Bernard Lanneau) : Robert Green
- Elle Macpherson (VF : Françoise Cadol) : Mickey Morse
- Harold Perrineau (VF : Serge Faliu) : Stephen (Steven, au Québec)
- L. Q. Jones (VF : Olivier Proust) : Styles
- Kathleen Wilhoite : Ginny
- David Lindstedt (VF : Mathieu Buscatto) : James
- Gordon Tootoosis : Jack Hawk
- Mark Kiely : le mécanicien
- Larry Musser : le pilote

- Version française
  - Studio de doublage : L'Européenne de doublage
  - Direction artistique : Jenny Gérard
  - Adaptation : Joël Savdié

Source et légende : Version française (VF) sur RS Doublage et selon le carton de doublage Netflix.